# Цветославия Бахариева
Цветославия Бахариева е български музикант – музикален редактор в БНР и автор и водещ на предаването „Жълтата подводница“ по Програма „Христо Ботев“.

## Биография и творчество
Родена е на 7 януари 1967 г. в гр.Пловдив. Завършва музикално училище и Академия за музикално и танцово изкуство в родния си град.
От 1996 г. е щатен музикален редактор в Програма Христо Ботев на БНР. Има множество публикации и анализи за музика в различни вестници и списания.
Автор и водещ е на популярното музикално предаване на БНР „Жълтата подводница“